# Andrena lindbergella
Andrena lindbergella är en biart som beskrevs av Pittioni 1950. Andrena lindbergella ingår i släktet sandbin, och familjen grävbin. Inga underarter finns listade i Catalogue of Life.